# Eriovixia rhinura
Eriovixia rhinura is een spinnensoort uit de familie van de wielwebspinnen (Araneidae).
De wetenschappelijke naam van de soort werd in 1899 als Araneus rhinura gepubliceerd door Reginald Innes Pocock.